# بني كزابة (عبس)

تعديل مصدري - تعديل

بني كزابة هي إحدى قرى عزلة بني حسن بمديرية عبس التابعة لمحافظة حجة، بلغ تعداد سكانها 187 نسمة حسب تعداد اليمن لعام 2004.